# Svea Jansson (konstnär)

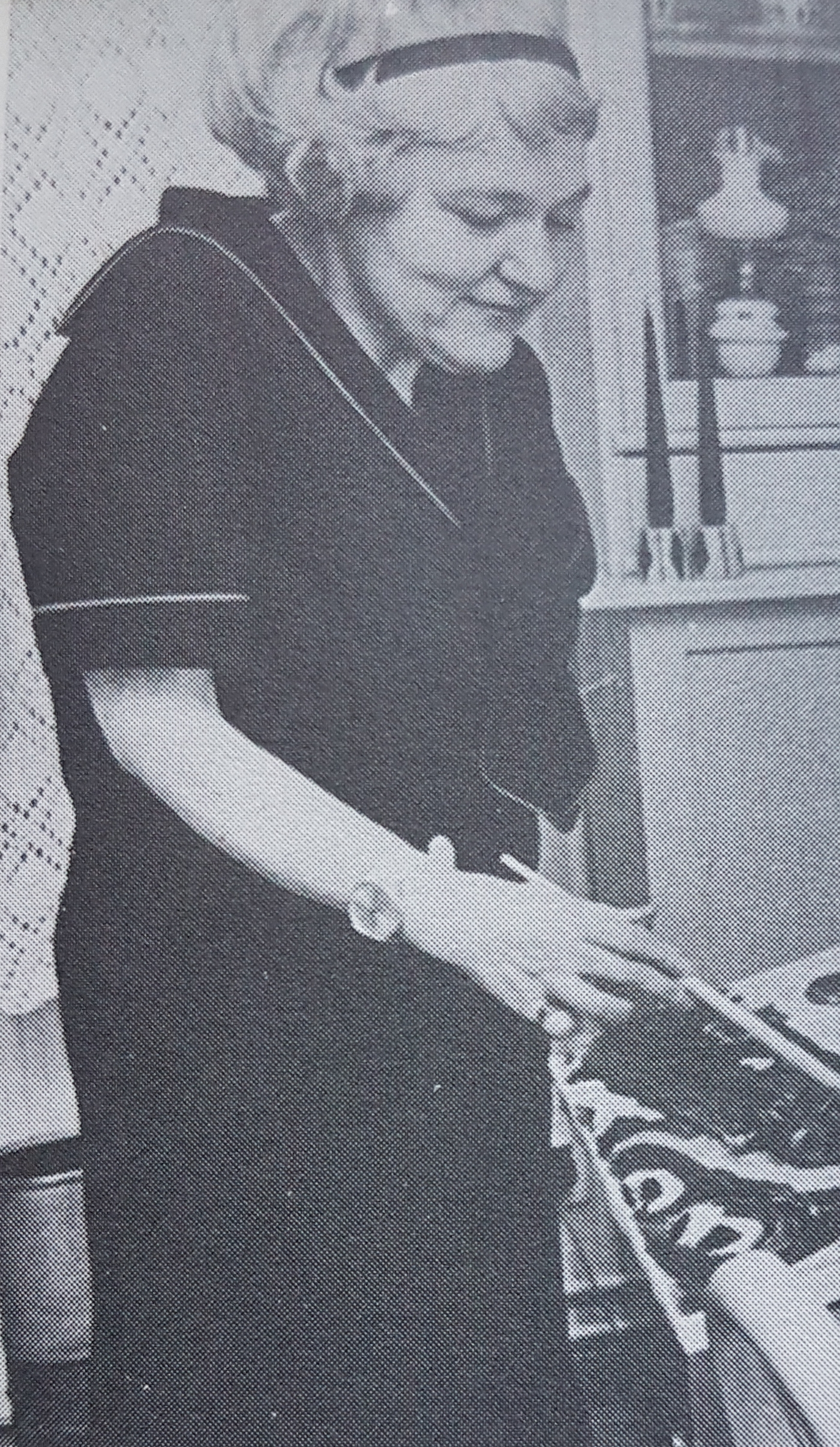
Svea Jansson

Svea Jansson född 1 februari 1920 i Valdemarsvik, död 11 juli 1986 i Filipstad, var en svensk målare.
Jansson studerade konst för Albin Ferneman, Anders Österlin och Jöran Salmson innan hon reste till målarskolan Castiglione i Italien 1959, och för Arne Isacsson och Georg Suttner vid Gerlesborgsskolan 1960, Svolver Lofoten 1964, San Michèle, Capri 1967. Hon har deltagit i ett flertal av Värmlands konstförening utställningar på Värmlands museum, separat har hon ställt ut på Museet Kvarnen i Filipstad, Karlstad, Karlskoga, Kil, Vejbystrand, Uddeholm och i Stockholm. Hon tilldelades Värmlands konstförening stipendium 1968 och Statens stora arbetsstipendium 1980. Jansson är representerad vid Värmlands museum, Statens samlingar, Värmlands läns landsting och med ett 20-tal verk i Filipstads kommuns samlingar.